# Селище імені Горького (Владимирська область)
Селище імені Горького (рос. Посёлок имени Горького) — селище у Камєшковському районі Владимирської області Російської Федерації.
Входить до складу муніципального утворення Вахромеєвське сільське поселення. Населення становить 2342 особи (2010).

## Історія
Населений пункт розташований на землях фіно-угорського народу мещери.
Від 1940 року належить до Камєшковського району. Спочатку у складі Івановської області, а від 1944 року — Владимирської області.
Згідно із законом від 11 травня 2005 року входить до складу муніципального утворення Вахромеєвське сільське поселення.

## Населення
| 1926 | 2002  | 2010  |
| ---- | ----- | ----- |
| 164  | ↗2450 | ↘2342 |